# 장기빈
장기빈(張箕彬, 1874년 9월 9일 ~ 1959년 7월 24일)은 대한제국의 관료이자 일제강점기의 기업가였고 때때로 시인과 번역가, 평론가로도 활동하였다. 호(號)는 태암(太巖)이다.

## 생애
본관은 인동(仁同)으로 부통령·국무총리 장면(張勉), 화가·대학 교수 장발(張勃), 항공공학자·대학 교수 장극(張勀)의 아버지이다. 평안남도 중화에서 출생하였고 호는 태암(太巖)이며 천주교 영세명은 '레오'이다.
1895년 한성부 관립영어학교(官立英語學校)에 입학하여 영어를 배웠으며 동시에 밤에는 일어학교도 다니며 외국어를 습득하다가 1896년 천주교에 귀의하여 교인이 되었으며 1897년 외숙부 강화석의 중매로 평안도의 천주교 신자인 황성집(黃聖集, 영세명:베드로)의 차녀 황루시아(黃-,1878~1954)와 결혼하였으며, 영어학교를 우수한 성적으로 졸업하였다.
졸업 직후 그는 그간 터득한 영어와 일어회화 능력을 인정받아 관료가 되어 탁지부(度支部) 방판(幇辦)을 거쳐 1905년 주사(主事)로 승진하였으며, 인천 해관(海關)에서 근무하였다. 한일 합방으로 1910년 관직을 버리고 사업에 종사하였다. 이후 그는 1939년까지 스탠더스 석유회사(Townsend & Co.) 한국지사에서 무역업무와 보험관계 업무 담당으로 근무했고, 1945년 해방 이후 미 군정청 재무부(財務部) 고문, 부산세관장을 지냈다.

## 가족 관계
- 할아버지 : 장한후(張漢後)
- 할머니 : 진주 강씨(晋州 姜氏)
  - 숙부 : 장치목(張致穆)
  - 아버지 : 장치응(張致應, ? ~ ?)
  - 어머니(적모) : 박 구네곤다(朴 구네곤다, ? ~ ?, 춘천 박씨(春川 朴氏))
    - 이복 형: 장규빈(張奎彬)
    - 이복 형수:양근 함씨

  - 친어머니 : 진주 강씨(晋州 姜氏)
    - 부인: 황루시아 (1878년 11월 9일 ~ 1954년 2월 15일)
      - 장남 : 장면(張勉, 1899년 8월 28일 ~ 1966년 6월 4일)
      - 차남 : 장발(張勃, 루수, 1901년 4월 3일 ~ 2001년 4월 8일)
      - 3남 : 장극(張勀, 발로, 1913년 4월 8일 ~ 2008년 2월 21일)
      - 장녀 : 장정혜(張貞慧, 1904년 2월 19일 ~ 1975년 9월 26일)
      - 차녀 : 장정온(張貞溫, 1906년 10월 18일 ~ 1950년 10월 4일)[2]
      - 3녀 : 장정량(張貞良, 1910년 3월 17일 ~ ?)
      - 4녀 : 장정순(張貞順, 1916년 4월 10일 ~ ?)

## 같이 보기
- 장면
- 장발
- 장익
- 장진

## 참고 서적
- 허동현, 《건국 외교 민주의 선구자 장면》 (분도출판사, 1999)
- 장면, 《한알의 밀이 죽지 않고는》 (가톨릭출판사, 1998 증보판)